# Larva pluteus

Pluteus de um ouriço-do-mar (estádio planctónico).

Larva pluteus, ou simplesmente pluteus (plural: plutei), é a designação dada ao primeiro estádio larvar dos equinodermes, de natureza planctónica. 

## Galeria

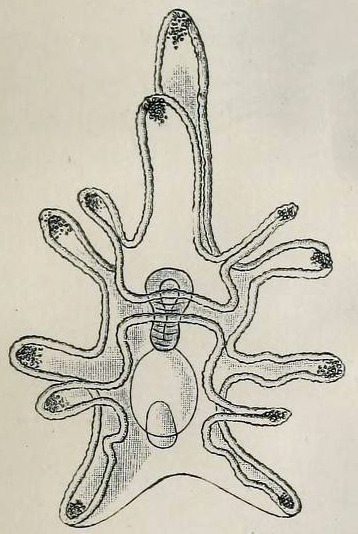
schéma de développement d'un pluteus.
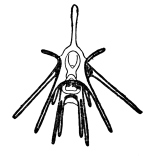
Autre schéma de pluteus.
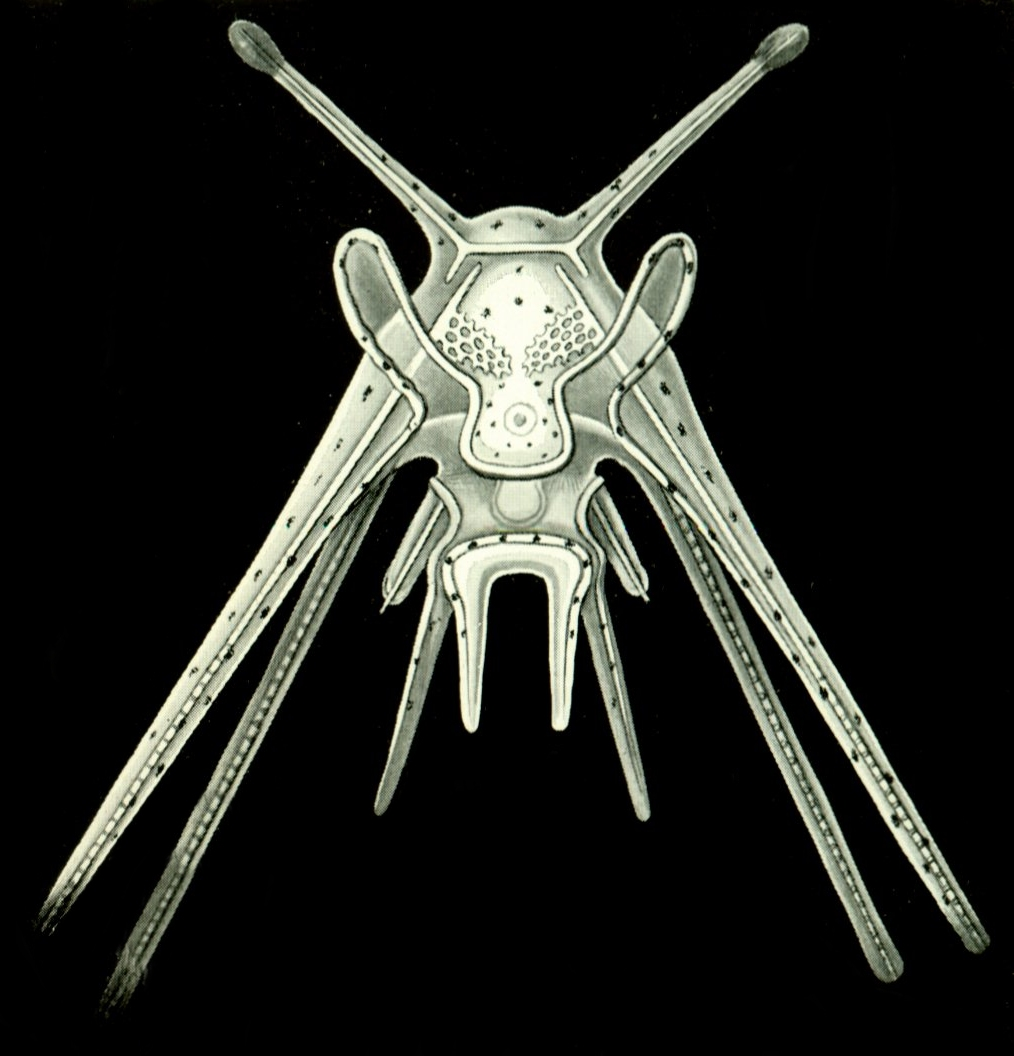
Pluteus d'oursin noir dessiné par Ernst Haeckel.
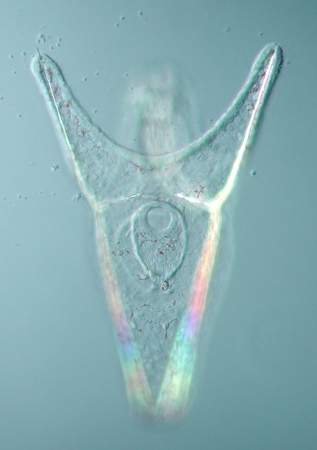
Psammechinus miliaris
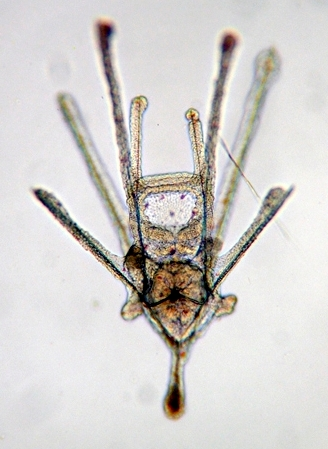
Echinocardium cordatum
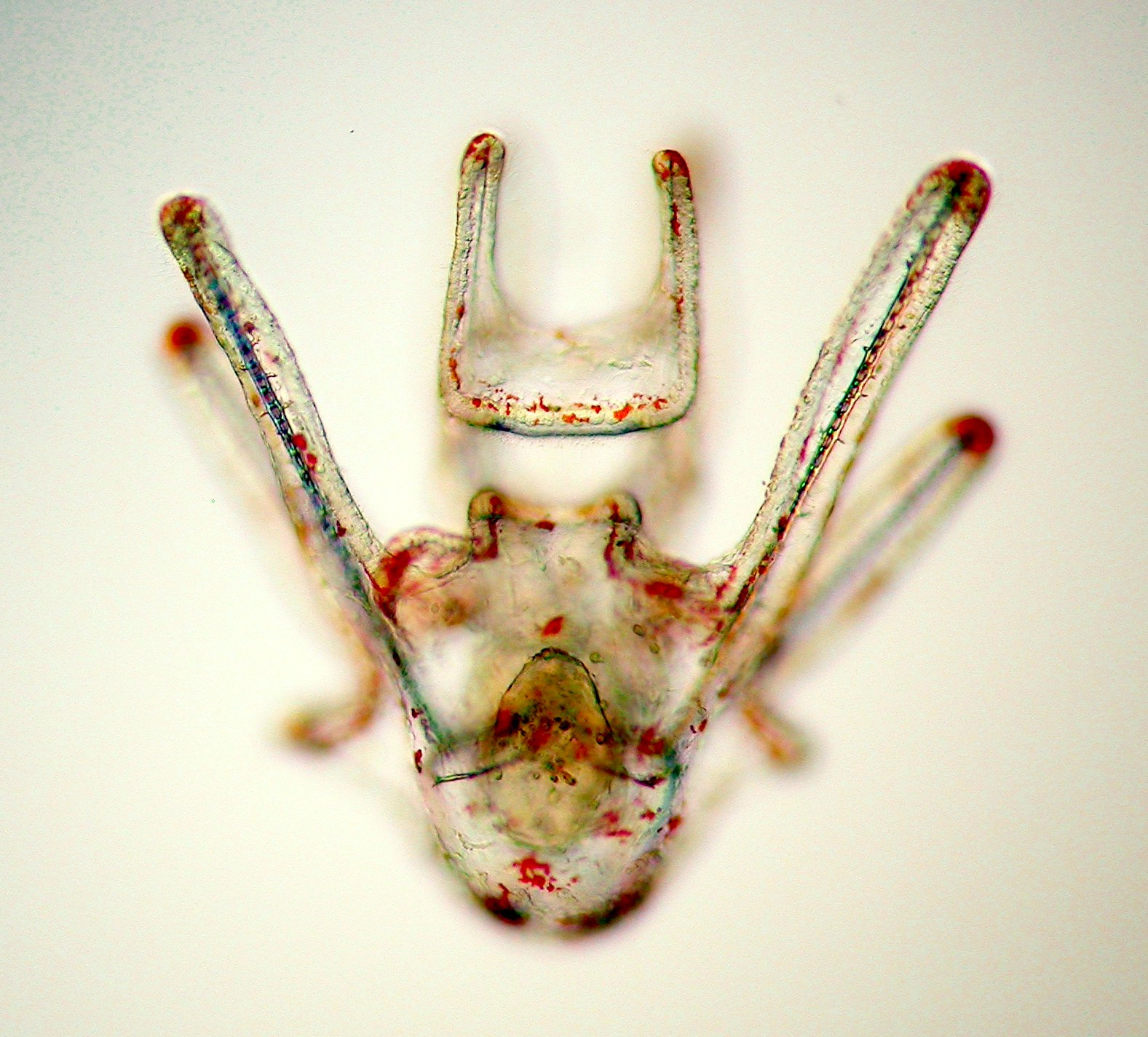
Clypeaster subdepressus
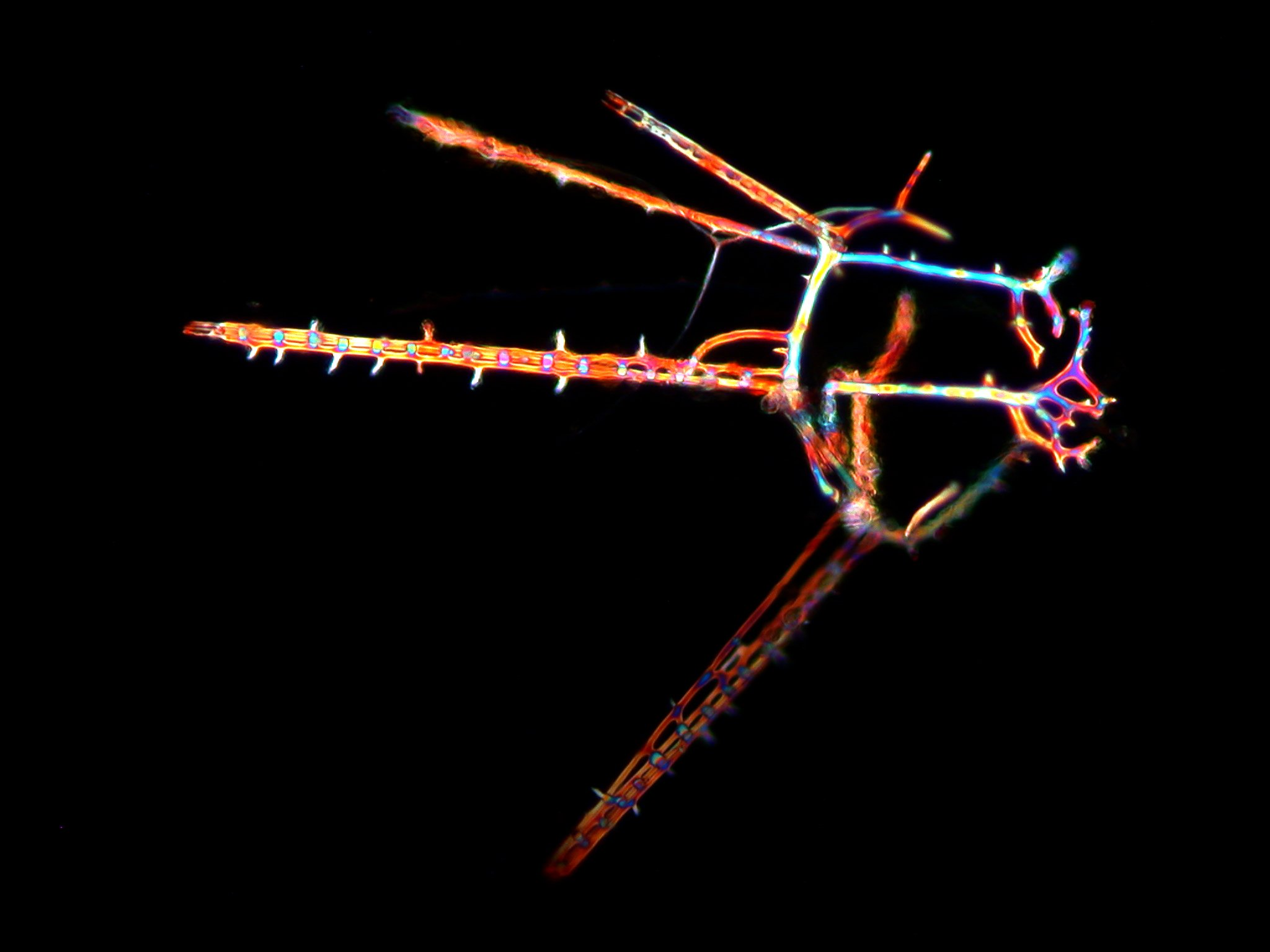
Squelette calcaire d'un pluteus de C. subdepressus mis en évidence en lumière polarisée.